# Jan Wołkow

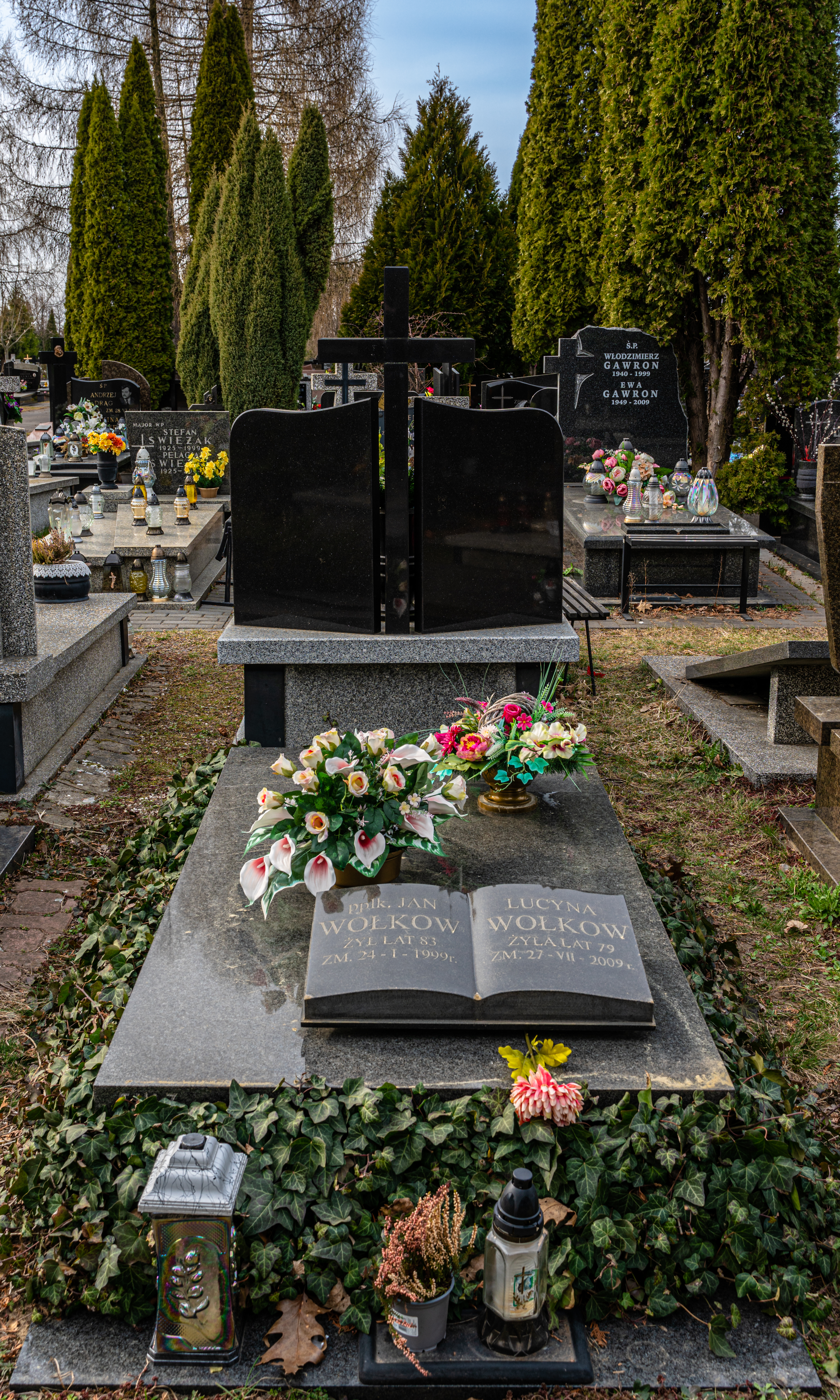
Grób Jana Wołkowa na cmentarzu Komunalnym Północnym w Warszawie

Jan Wołkow (ur. 22 czerwca 1916 w Ozdziutyczach na Wołyniu, zm. 24 stycznia 1999 w Warszawie) – polski wojskowy pochodzenia żydowskiego. Podpułkownik UB.

## Życiorys
Syn Arona. Miał wykształcenie podstawowe. Pracował w Warszawie jako parkieciarz. 1933 r. należał do Komunistycznej Partii Zachodniej Ukrainy, za co odsiadywał kilkuletni wyrok.  W 1939 nie walczył, w sowieckiej strefie okupacyjnej ponad trzy lata pracował w ogniwach partyjnego aparatu komunistycznego na Wołyniu. W 1943 skierowany został do Polskiego Batalionu Szturmowego, w którym przeszedł szkolenie jako radiotelegrafista. W 1944 zrzucono go na terytorium Polski wraz z sowiecką grupą dywersyjno-wywiadowczą, a następnie dołączono do oddziału Armii Ludowej dowodzonego przez Grzegorza Korczyńskiego vel Kilanowicza. Po wojnie był członkiem Polskiej Partii Robotniczej i Polskiej Zjednoczonej Partii Robotniczej.
Był podpułkownikiem UB. Do pracy w WUBP w Gdańsku ściągnął Wołkowa najprawdopodobniej kierujący nim w tym czasie Grzegorz Korczyński.  Od 28 września do 1 grudnia 1945 był p.o. kierownika Sekcji 2. Wydziału I WUBP w Gdańsku, od 1 grudnia 1945 do 1 stycznia 1946 pełnił funkcję naczelnika Wydziału I WUBP w Gdańsku, od 1 stycznia 1946 do 31 lipca lub 2 sierpnia 1947 naczelnika Wydziału III WUBP w Gdańsku. Od 5 lutego 1951 do 28 lutego 1952 był naczelnikiem Wydziału III WUBP w Lublinie, od 15 sierpnia 1955 do 14 lipca 1956 zastępcą szefa, a od 15 lipca 1956 do 15 marca 1957 szefem Wojewódzkiego Urzędu Bezpieczeństwa Publicznego w Warszawie.
W 1946 kierował zwalczaniem 5 Brygady Wileńskiej Zygmunta Szendzielarza „Łupaszki” na Pomorzu. W lecie 1946 r., starając się dotrzeć do majora „Łupaszki”, planował on np.: „Podebrać drugą kandydaturę na werbunek przypuszczalnie Sidorukową (żonę lekarza 5. Brygady z tzw. okresu białostockiego), od której przedtem odebrać dziecko. Jeżeli Sidorukowa nie zgodzi się na to, posadzić ją i zrealizować kontakt w Gdańsku przy ul. Robotniczej 21 m. 1”. W 1947 r., już po ostatecznym wygaśnięciu „pomorskiej epopei wileńskiej”, stał on za niezrealizowanym pomysłem zamordowania żołnierzy 5 Brygady Wileńskiej sprzeciwiających się ujawnieniu.
W 1946 nadzorował brutalne śledztwo nad „Inką” - Danutą Siedzikówną. 
6 października 1951 Wołkow dowodził w Zbereżach n. Bugiem, pow. Włodawa 800-osobową obławą UB i KBW przeciwko podporucznikowi Edwardowi Taraszkiewiczowi „Żelaznemu” i jego trzem ostatnim żołnierzom z obwodu Włodawa Inspektoratu Chełm AK-DSZ-WiN. Zginęli w walce: Edward Taraszkiewicz „Żelazny” i Stanisław Torbicz „Kazik”. Dwóch pozostałych partyzantów ujęto, w procesie skazano na śmierć i w 1953 r. stracono. W czasie akcji w Zbereżach Wołkow osobiście zabił rodziców jednego z partyzantów, Natalię i Teodora Kaszczuków, w których domu ukrywali się partyzanci.
W 1957 Wołkow został zwolniony z pracy w organach bezpieczeństwa ze względu na trudności w pisaniu i czytaniu. Został pochowany na Cmentarzu Komunalnym Północnym w Warszawie.

## Odznaczenia
- Srebrny Medal „Zasłużonym na Polu Chwały” (1945)
- Brązowy Medal Zasłużonym na Polu Chwały (1945)
- Medal Zwycięstwa i Wolności 1945 (1945)
- Srebrny Krzyż Zasługi (1946)
- Złoty Krzyż Zasługi (1951)
- Krzyż Kawalerski Orderu Odrodzenia Polski (1946)
- Krzyż Oficerski Orderu Odrodzenia Polski (1954)
- Medal 10-lecia Polski Ludowej (1954)
- Odznaka "10 Lat w Służbie Narodu" (1955)